# 巨大ゾイド
巨大ゾイド（きょだいゾイド）は、玩具メーカートミー（現タカラトミー）より発売されている『ゾイド』シリーズに登場する架空の兵器のカテゴリーの通称。主に大型の電動モーター駆動キット、およびこれに類する大きさのものを指す。

## 呼称
1983年に始まった「メカ生体ゾイド」の初期ラインナップでは、ゼンマイ駆動のキットが8種類と電動モーター駆動のビガザウロで全9種類であった。このころのキットに同封されていた商品カタログには、電動モーター駆動かどうか（電池の必要の有無）などが記載してあるのみで、ゾイドのサイズ（大型・中型・小型など）の区別は付けられていない。また、ゾイド第1期シリーズの設定やストーリーをまとめた『ゾイドバトルストーリー』（全5巻）に掲載された「ゾイドメカ完全カタログ」において、「大型電動タイプ」や「中型マイクロゼンマイタイプ」などのサイズに言及するカテゴリー分けが登場しているが「巨大」という区分は無い。
「巨大ゾイド」という呼称が登場するのは、『バトルストーリー』1巻と2巻で「巨大ゾイド徹底図解」や「巨大ゾイド戦力比較表」などと題した解説コーナーが中心となる。ここでは、電動モーター駆動のゾイドがこの図解や比較表として解説されているが、前述のカタログでは電動モーター駆動のキットは「大型ゾイド」に区分されている他、『バトルストーリー3』では「大型ゾイド戦力比較表」と明記されているなど、カテゴライズとして明確に定義づけられているわけではない。ただし、ゼンマイ駆動のキットおよびスケールの異なる電動モーター駆動キット（24ゾイド）を巨大ゾイドとして解説している例は無い。
- バトルストーリー1・2巻で巨大ゾイドとして列挙されたゾイド
  - 巨大ゾイド徹底図解：ウルトラザウルス、サーベルタイガー、ゾイドゴジュラス、アイアンコング、レッドホーン、ゴルドス、サラマンダー[4]。
  - 巨大ゾイド完全図解：デスザウラー、ディメトロドン[5]。
  - 巨大ゾイド戦力比較表：ウルトラザウルス、ゾイドゴジュラス、サラマンダー、ゴルドス、ゾイドマンモス、グスタフ、ビガザウロ、アイアンコング、サーベルタイガー、レッドホーン[6]。

また『バトルストーリー』の物語中でも「ゴジュラスにまさる巨大ゾイドの完成が何よりも早く必要とされていた」「ゴジュラスをはるかに超える、恐竜型巨大ゾイドのすがただった」「敵巨大ゾイドにそうぐう」などの文言が確認できる。
第2期ゾイドシリーズに発刊された『ゾイド公式ファンブック』では個別のゾイド解説に「巨大ゾイド」という表現が確認できる。ただし、ゴジュラスやデスザウラーを巨大ゾイドとする記述がある一方で、ゴルドスやアイアンコングを大型ゾイドと説明されている。また、『ゾイド公式ファンブック2』では新シリーズで発売された電動モーター駆動のゾイドを一律で「大型ゾイド戦力比較表」にまとめており、巨大ゾイドというカテゴライズは見受けられない。
ゲーム作品においては、『ゾイド -ZOIDS- 邪神復活!〜ジェノブレイカー編〜』『ZOIDS 帝国VS共和国 メカ生体の遺伝子』『ZOIDS2 ヘリック共和国VSガイロス帝国』『ZOIDS FIELD OF REBELLION』などでゾイドのサイズ（ユニットサイズ）が設定されているが、いずれも大型・中型・小型の3区分である。巨大（大型以上）に相当する区分が登場するのは、『ゾイドバトルカードゲーム』の「LL型」（ウルトラザウルス、マッドサンダー、ギルベイダーなど数種類のみ）などに限られる。
ゾイド第3期シリーズのゾイドワイルドでは、商品説明で「XL型 モーター動力」という表記があり、記事では「超大型ゾイド」と題して紹介している。ただし、紹介文そのものの表現では「大型ゾイド」に留まっている。なお、同シリーズでは従来の1/72スケールでは無く、1/35スケールを採用しているため設定上のサイズ感は本項で扱うゾイドより小型にある。

## オルディオス
| オルディオス | オルディオス |
| ------------ | --- |
| 番号         | RPZ-18 |
| 所属         | ヘリック共和国 |
| 分類         | ペガサス型 |
| 全長         | 26.3m |
| 全高         | 19.4m |
| 重量         | 140t |
| 最高速度     | 地上 360km/h 空中 M3.6 |
| 乗員人数     | 1名 |
| 設計者       | グラハム大尉 トミー・ミューラー大佐 |
| 主な搭乗者   | ロイ・ジー・クルーガ中尉 ユニア・コーリン(ZBCG) |
| ZEP          | 攻撃力：32 防御力：40 総合力：72 |
| 武装 装備    | サンダーブレード ミサイルポッド×2 加速衝撃砲×2 グレートバスター×2 アクティブレーダー×2 冷却用放熱口×2 高機動ブースター×7 メタルプロテクター×4 パワーコネクター スーパースタビライザー |

ヘリック共和国軍のペガサス型ゾイド。同国空軍のグラハム大尉が設計原案を行い、それをもとにトミー・ミューラー大佐が完成させた機体である。対ギル・ベイダー用に開発された機体であり、各所には共和国の最新技術が取り入れられている。ヘリック共和国はイメージカラーとして青と白のカラーリングを基調としていたが、決意を示すための色として赤を用いた。中央大陸戦争末期に導入されたゾイドコアの遺伝子組み換え技術が導入されており、馬型ゾイドと暗黒大陸の竜型ゾイドをバイオテクノロジーで融合させて完成させた合成獣型ゾイドである。また、時空間を自在に飛行する能力をも有するとされるが具体的な説明や描写はない。
通常型ゾイドを大きく凌駕する性能を誇ったものの、その反面ゾイドコアが短命であるというデメリットも存在し、ZAC2056年の惑星Zi大異変でゾイドコアの合成技術が損失している
武装・装備
サンダーブレード
頭部に装備する。マグネーザーの技術がフィードバックされた兵装。
超硬質合金で出来た格闘戦用の装備であり、どのような厚い装甲をも切り裂くことが可能であるとともに強力な電磁エネルギーを発生させ、敵ゾイド内部の電子回路をショート・破壊することが可能。
ミサイルポッド
腹部に4門設置される。
加速衝撃砲
機体腹部に二門装備される。高エネルギービームを発射する連装ビーム砲であり、目標を続けて破壊できる。
グレートバスター
機体の両側面に装備。翼で吸収した超電磁エネルギーを体内の増幅システムで強化し、高エネルギービーム砲として発射する。デスザウラーをも一撃で葬り去る威力を有する。
アクティブレーダー
オルディオスの耳部。
冷却用放熱口
胴体腹部に設置される。
高機動ブースター
脚部に装備される。
メタルプロテクター
脚部に装備される。高速戦闘時の衝撃から機体を保護する役目を持つとともに、暗黒エネルギー波を遮断する効果を持っている。
パワーコネクター
背部に装備。同規格のグレードアップユニットを装備可能。
パワーウイング
重力制御とマグネッサーシステムを用いてオルディオスを飛行させる主翼。グレートバスターを使用する際は、超電磁エネルギーの吸収に用いられる。この新設計の翼の効果によって、オルディオスはギルベイダーの二倍の速度で旋廻することを可能としている。
スーパースタビライザー
オルディオスの尾部。地上戦・空中戦を問わず急速旋廻時にはその運動性能を支える役目を担う。

### キット（オルディオス）
RPZ-18 オルディオス
1990年発売。キットは歩行と連動して首、翼、グレートバスターが動くが、ポーズスイッチによって止めることができる。パッケージや広告の写真と実際に発売された製品には角、頭部、脚部のプロテクター、翼の形状に違いがある。背部にはグレードアップユニットを装備し、アイフラッシャーにも連動する。翼は上下に展開するが羽ばたくことは出来ず、前脚は肘・足首関節が曲がるが、後脚は踵が一体成型となっている。口の開閉や尾の上下、コクピットの開閉は手動で行う。胴体内部に設置されたキャップの側面が尾の根元を縦方向から押さえつけることで関節保持力を上げている。
ゾイドグラフィックス増刊号EX.2 オルディオス
2008年発売の復刻版。特製解説ブック・ゾイドグラフィックスとのセット製品。前述のオリジナル版との変更点は、バッテリーボックスがネジ止め式の仕様になったことと、プロテクターなどのメッキパーツの金の比率が減って薄い色になった点（退色しやすく、放っておくと銀色になる）。
海外版
国外ではTECHNO ZOIDSシリーズにて「EVIL PEGASUS」という商品名で発売。成型色は白い部分を黒に、青い部分を灰色に変更し、黒赤灰色のカラーリングに変更されている。

### 作中での活躍（オルディオス）
『ゾイドバトルストーリー』（小学館）
『新ゾイドバトルストーリー』において登場。ZAC2054年6月、暗黒軍のギル・ベイダーによる中央大陸爆撃作戦を受け、共和国空軍中尉クルーガの操縦する試作1号機が暗黒大陸上空にてギルベイダーと交戦。勝率は僅か1パーセント。と言われていたが、ギルベイダーの唯一の弱点とされるパイロットを狙い、コクピットにサンダーブレードを突き刺すことに成功。自動脱出装置が働いてクルーガは生還するが、墜落して相打ちとなったオルディオスは行動不能となり、暗黒軍の晒し者になるのを防ぐために自爆させられた。この時、クルーガは「オルディオスはパイロットの気持ちをわかってくれる」と考えていた。これで共和国は無敗を誇ったギル・ベイダーに対抗しうる手段を手に入れたことを示し、さらにオルディオスを500機も配備したという偽の情報を流すことで鉄の意志を持つガイロス皇帝の中央大陸攻撃を断念させた。
『バトルストーリー』（商品パッケージ版）
ZAC2056年、ゼネバス救出の任務を帯びたオルディオスの中隊がデビルメイズ地帯の敵軍を撃破し、ガイロス帝国帝都ダークネスに到達。救出作戦を図ったが、アイス・ブレーザー、ガン・ギャラドを中心とする暗黒軍団と交戦した。
『ゾイドバトルストーリー』（学年誌掲載版）
グレートバスターとサンダーブレードを射出しギルベイダーを墜落させるも、降下したところで逆転され、窮地に立たされたあとゴッドカイザーの活躍によって難を逃れたものも見られる。

### バリエーション（オルディオス）
オルディオス・マリーン
| オルディオス・マリーン | オルディオス・マリーン |
| ---------------------- | ---------------------- |
| 所属                   | ヘリック共和国         |
| 分類                   | ペガサス型             |

小学館「小学二年生」1990年8月号および9月号にて掲載。主翼部をマニピュレーター状の装備に交換し、水中専用に特化させた機体。
共和国軍の海中秘密基地を警護しており、水中用デスザウラー・デスデプスを撃破した、その後ガン・ギャラドの火炎放射器を受け突入を許し、キングゴジュラスが起動している。

## ガン・ギャラド
| ガン・ギャラド | ガン・ギャラド |
| -------------- | --- |
| 番号           | DPZ-23 |
| 所属           | ガイロス帝国(暗黒軍) |
| 分類           | ドラゴン型 |
| 全長           | 飛行形態 36.0m 地上形態 23.0m |
| 全高           | 飛行形態 11.0m 地上形態 15.0m |
| 全幅           | 飛行形態 20.0m 地上形態 10.0m |
| 重量           | 155t |
| 最高速度       | 飛行形態 M3.7 地上形態 100km/h |
| 乗員人数       | 1名 |
| 主な搭乗者     | アクア・エリウス(ZBCG) |
| ZEP            | 攻撃力：42 防御力：39 総合力：81 |
| 武装 装備      | ハイパー荷電粒子砲 パルスキャノン砲 火炎放射器 3門衝撃砲 全天候3Dレーダー アイスメタルプロテクター ガルウイング ゴッドテイル パワーコネクター |

第一次大陸間戦争末期、ギル・ベイダーに次ぐ飛行ゾイドとして開発されたガイロス帝国軍のドラゴン型ゾイド。暗黒大陸に生息する野生体を用いている。状況に応じて飛行形態と地上形態に変形する可変機能を持ち、機動力と攻撃力の向上がなされている。
当初はギル・ベイダーと同様にビームスマッシャーを搭載する予定であったが、生産性向上のため背部のパワーコネクターを介してハイパー荷電粒子砲を搭載している。その他にも火炎放射器など強力な武装を搭載。また、全身には「アイスメタル」による複合装甲を採用し、空戦ゾイドとしては別次元の防御力を得ている。
ギル・ベイダーと共にオルディオスなどヘリック共和国軍の精鋭ゾイドに対抗し、ジーク・ドーベル、アイス・ブレーザーと編成された師団は暗黒軍団と呼ばれ、帝都ダークネス防衛任務を主とした。ベースとなった野生体はZAC2056年の惑星Zi大異変で多くのゾイド同様、絶滅したため以降は生産技術を失っている。
武装・装備
ハイパー荷電粒子砲
背部にパルスキャノンを介して接続される。ゴジュラスを一撃で破壊する威力を持つ。
パルスキャノン砲
パワーコネクターに装備される。元はジークドーベル用に開発されたもので、毎秒数百発のパルス弾を発射することで超硬質の敵装甲を破壊できる。
火炎放射器
口腔内に装備する。
3門衝撃砲
腹部に装備。
全天候3Dレーダー
ガン・ギャラドの角部。
アイスメタルプロテクター
ガン・ギャラドの全身に装備された銀色の装甲で、ディオハリコンを表面に蒸着させた特殊コーティングが施されている。ディオハリコンの特性によってビームやレーザーを反射することを可能としている。
ガルウイング
ガン・ギャラドの主翼。
ゴッドテイル
ガン・ギャラドの尾部。
パワーコネクター
グレードアップユニットに対応するコネクター。ガン・ギャラドではここにパルスキャノンとハイパー荷電粒子砲を装備している。

### キット（ガン・ギャラド）
DPZ-23 ガン・ギャラド
1990年発売。頚部、肩部、四肢、尾部に配されたアイスメタルプロテクターは、キットでは銀色のめっきパーツで再現されている。ガルウイング（主翼）は、左右それぞれがクリアレッドのパーツの一体成型。パルスキャノン砲はその上部にハイパー荷電粒子砲を設置する構造となっているため、グレードアップユニットNO.2として発売されたパルスキャノンとは形状が少し異なる。地上および飛行形態では四肢、口が連動しながら歩行する。また、地上形態では起きている上半身を下方へ伏せると、頚部も同時に動き飛行形態に移行する。単三電池1本を電源とし、尾部付け根にある電池ボックスが常に接地して歩行を補助している。主翼、尻尾、ハイパー荷電粒子砲は手動で角度変更可能。尻尾は内部に設置されたキャップとの摩擦でポージング保持力をつけるという設計である。
ゾイドグラフィックス増刊号EX.1 ガンギャラド
2008年発売の復刻版。特製解説ブック・ゾイドグラフィックスとのセット製品。前述のオリジナル版との変更点は、名称から中黒（・）が無くなっていることと、バッテリーボックスがネジ止め式の仕様になったことである。

### 作中での活躍（ガン・ギャラド）
バトルストーリーでは、共和国軍のダム破壊作戦を迎撃する形で初登場。ダムの全エネルギーを吸収し、全砲門の一斉射撃で作戦の要であったマッドサンダーを破壊。その後はオルディオスを空中戦で撃破した上、共和国軍陣営を強襲してゴジュラスを含む部隊を全滅させた。
しかし、共和国軍最終決戦用ゾイド（キングゴジュラス）建造中の基地へ向かった機体は、そこで警備のゴジュラスやオルディオス・マリーンの攻撃をかわし、ガルタイガーと共にそのゾイドの正体を探りあてたのを最後に連絡を絶つ。
暗黒大陸首都の防衛にも参加したが、この際はオルディオスと交戦後、アイス・ブレイザーとともにキングゴジュラスとの戦闘に移行し、それらの機体はスーパーサウンドブラスターによって撃破されている。

## ゴルドス
| ゴルドス GORDOS ZOIDS GORDOS | ゴルドス GORDOS ZOIDS GORDOS |
| ---------------------------- | --- |
| 番号                         | RBOZ-004（旧） RZ-008（新） |
| 所属                         | ヘリック共和国 |
| 分類                         | 恐竜型（旧） ステゴサウルス型（新） |
| ロールアウト                 | ZAC2030年 |
| 配備数                       | 200機(ZAC2100年秋時点) |
| 全長                         | 30.3m |
| 全高                         | 15.1m |
| 全幅                         | 9.3m |
| 重量                         | 199.0t |
| 最高速度                     | 80km/h |
| 乗員人数                     | 2名 |
| 武装（旧）                   | 105ミリ高速キャノン砲×2 パノーバー20ミリ対空ビーム砲×2 銃座式マクサー30ミリビーム砲 20ミリビームランチャー マクサー50ミリ砲×2 MAD磁気探知機 全天候3Dレーダー エネルギー補給用ジョイント                  |
| 武装（新）                   | 105mm高速レールガン×2 TRZ20mmリニアレーザーガン ARZ20mmビームガン パノーバ20mm地対空ビーム砲×2 AMD30mm2連装ビーム砲 マクサー30mm多用途マシンガン×2 ハイパーバイトファング チタンスパイク×4 GPS磁気探知機 |
| 主な搭乗者                   | オベリスク少尉(バトルストーリー) バルディ・ガータ(ZBCG) ロブ・ハーマン(ゾイド -ZOIDS-) |

ヘリック共和国軍のステゴサウルス型ゾイド。おとなしく扱いやすいため、中央大陸戦争以前から輸送用として使用されていた。帝国軍において電子機能を搭載したレッドホーンの開発計画が明らかになったため、電子戦型に改修。機体構造は偵察用の電子機器を多重に積載するため、脚部を大型シリンダーで補強し長距離移動に耐用する。ZAC2033年には帝国軍ゾイドの重装備化にともなう「国家緊急法（Xデー）」発令により、武装面の強化も行われた。歴史に残る共和国の作戦においては必ず偵察による情報収集や敵の動きを正確に把握して目立たない形で大きな支援活動を行うゴルドスの姿があり、そういった情報戦の要とも言える機体である。
機動性が低いために接近戦を苦手としており、中型機にさえ苦戦することが多い。ZAC2044年には一度前線から退いたものの、ZAC2099年には電子戦装備を更新され再び投入された。
武装・装備
（旧）は中央大陸戦争時（第1期）の装備呼称、（新）は第二次大陸間戦争時（第2期）における装備呼称。
105mm高速キャノン砲（旧） / 105mm高速レールガン（新）
背部に装備する砲で、中央大陸戦争時のゾイドの中では最大級の威力を有している。後方支援用の火器であり、第二次大陸間戦争時代においては新型レーダーによって長距離からの精密射撃が可能となった。
パノーバー20mm対空ビーム砲（旧） / パノーバ20mm地対空ビーム砲（新）
尾部付け根に装備する2連装ビーム砲。ビガザウロやマンモス、ゴジュラスと共通の装備。
対空用の火器で、小型偵察機の迎撃には活用されるが、シンカー並の装甲には効果がない。
銃座式マクサー30mmビーム砲（旧） / AMD30mm2連装ビーム砲（新）
尾部先端上面に装備する2連装ビーム砲。ビガザウロやマンモス、ゴジュラスと共通の装備。
20mmビームランチャー（旧） / TRZ20mmリニアレーザーガン、ARZ20mmビームガン（新）
背部両側面に装備するビーム砲。第二次大陸間戦争時代においては右に装備する火器をTRZ20mmリニアレーザーガン、左に装備する火器をARZ20mmビームガンとしている。ビガザウロやマンモス、ゴジュラスと共通の装備。
マクサー50mm砲（旧） / マクサー30mm多用途マシンガン（新）
尾部先端両側面に1門ずつ計2基装備している砲。ビガザウロやマンモス、ゴジュラスと共通の装備。
MAD磁気探知機（旧） / チタンスパイク（新）
尾部の突起部。中央大陸戦争時は地中の敵を発見する磁気探知機だったが、第二次大陸間戦争時代においてはチタンスパイクへと変更されている。
全天候3Dレーダー（旧） / GPS磁気探知機（新）
ゴルドスの背ビレ。あらゆる天候で敵を捕捉可能な3次元レーダーで、中央大陸戦争勃発後に機能を付加された。
これによってヘリック共和国軍の電子戦用ゾイドとして友軍との通信、強行偵察や情報収集、攪乱などで活躍。ZAC2099年の第二次大陸間戦争ではレーダーをGPS磁気探知機に改装して電子装備を一新し、衛星との連動が可能となった。
この他、ゴルドスには偵察と攻撃双方で使用される高速コンピューターがコクピットに設置されている。
エネルギー補給用ジョイント
口腔内に装備する。
ハイパーバイトファング（新）
ゴルドスの牙部。

### キット（ゴルドス）
ビガザウロ型のフレームを使った最終型商品。連動ギミックは首の向きを左右に変えつつの口開閉、ボディ部キャノン砲の上下と歩行。『改造セット〈共和国側大型メカ用〉』を使えばロングレンジバスターキャノンやエネルギータンクといったカスタマイズパーツ類も増設可能。
RBOZ-004 ゴルドス
1984年7月発売。
RZ-008 ゴルドス
1999年8月発売。
キャノニアーゴルドス
2003年8月発売。成型色とシールを変更したゴルドスおよび追加装備（旧シリーズの「改造セット〈共和国側大型メカ用〉」を薄青色に成型色変更したもの）を同梱したキットがハピネット加盟店にて限定発売された。

### 作中での活躍（ゴルドス）
バトルストーリー
ZAC2032年の戦いにおいてはアイアンコングが国境地帯に侵入した際、偵察任務に従事していたゴルドスが撃破されている。
ZAC2041年のゼネバス帰還時には、ディメトロドンによって妨害電波で無線連絡を絶たれた上に撃破されている。
ZAC2099年8月にはオリンポス山に向かう高速戦闘部隊を掩護するため、後方支援を行った。
アニメ
『ゾイド -ZOIDS-』では共和国で唯一多数配備されている大型機ゆえに多くの戦線で使用され、ガイガロスの戦いなどでも主力の一翼を担っていた。反面引き立て役になることも多くレイヴンのジェノザウラーに破壊され、デスザウラー復活のためにゾイドコアを抜き取られる場面もあった。
ゲーム
『ゾイド 中央大陸の戦い』
『ゾイド -ZOIDS- 邪神復活!〜ジェノブレイカー編〜』
通常型と改造型のシャイアンが大型ゾイドのカテゴリーで登場。
『ZOIDS〜白銀の獣機神ライガーゼロ〜』
『ZOIDS 帝国VS共和国 メカ生体の遺伝子』『ZOIDS2 ヘリック共和国VSガイロス帝国』
共和国側のLサイズユニットとして登場。どちらも強化型への改造が可能で、『ヘリック共和国VSガイロス帝国』では改造バリエーション機に「ゴルドスキャノン」「シャイアン」が実装されている。なお、『帝国VS共和国 メカ生体の遺伝子』では105mm高速レールガン以外の武器は「20ミリビームランチャー」のみを搭載している。
「ZOIDS SAGA シリーズ」
『ZOIDS FIELD OF REBELLION』
プレイヤーが使える中型ゾイドとしてアプリリリース初期から登場。ゲームはZOIDS concept artの世界観をベースにしているが、従来のキットをほぼ踏襲するデザインで実装されている。ゴルドス専用ウエポンとしてオリジナルの大型2連装実弾砲「トゥエルブ・ファイブ」を機体側面に装備できるほか、アプリ配信1周年記念としてオリジナルカラー版が登場するなど、独自のバリエーションが展開された。

### バリエーション（ゴルドス）
ゴルドス重砲タイプ
| ゴルドス重砲タイプ | ゴルドス重砲タイプ |
| ------------------ | --- |
| 所属               | ヘリック共和国 |
| 分類               | 恐竜型 ステゴサウルス型 |
| 配備数             | 200機(ZAC2100年秋時点) |
| 全長               | 30.3m |
| 重量               | 216.8t |
| 最高速度           | 60km/h |
| 武装               | ハイパーバイトファング ロングレンジバスターキャノン AZ4連装ショックガン 105mm高速レールガン TRZ20mmリニアレーザーガン ARZ20mmビームガン エネルギータンク GPS磁気探知機 GPS複合レーダー |

ロングレンジバスターキャノンと4連ショックカノン（ゴジュラスキャノンセットに相当する装備）を取り付け火力を増強。背部のレーダーと連動し長距離射撃を行う。
初登場は小学館刊ゾイド公式ファンブック1巻だが、機体呼称は公式ファンブック2巻で初めて掲載されている。一方ゲーム作品では、同等と思われるタイプとして『ヘリック共和国VSガイロス帝国』ではゴルドスキャノン、「ZOIDS SAGA シリーズ」ではゴルドス（長距離射撃仕様）が登場する。ただし、ゴルドスキャノンはロングレンジバスターキャノンは搭載しているが、4連ショックカノンは未搭載である。『ヘリック共和国VSガイロス帝国』では、無改造ゴルドスと後述のシャイアンの中間にあたる改造ゾイドである。
作中の活躍
ZAC2099年のオリンポスの戦いではその火力でハルフォード中佐率いる高速戦闘隊を支援した。
ZAC2101年にはカノントータス、ガンブラスターなどと共に共和国軍重砲隊への配備が確認される。
シャイアン
| シャイアン | シャイアン |
| ---------- | --- |
| 所属       | ヘリック共和国 |
| 分類       | 恐竜型 ステゴサウルス型 |
| 全長       | 30m |
| 重量       | 256t |
| 武装       | ハイパーバイトファング ロングレンジバスターキャノン 105mm高速レールガン 8連装ミサイルポッド AZ4連装ショックガン ロングレンジガン（ゲームのみ） TRZ20mmリニアレーザーガン ARZ20mmビームガン エネルギータンク GPS磁気探知機 GPS複合レーダー スタビライザー |

ゴルドスにゴジュラス・ジ・オーガに非常に近い装備を搭載した機体で、ゴルドスとしては最高機とされる。
原型は、1987年に発売された『改造セット〈共和国側大型メカ用〉』の改造例だが、固有名称やスペックが記載されたのは同年に森永製菓から発売された『ゾイドウェファーチョコ』の付属シールよる。改造セットの説明書では、背部にロングレンジバスターキャノンとエネルギータンクに搭載し、両前脚にミサイルポッド、左側面に4連速射砲（4連装ショックカノン）、尾部にスタビライザーを取り付けるよう指示されているが、パッケージ掲載の写真ではゴルドス本来の装備品である20ミリビームランチャー（TRZ20mmリニアレーザーガンとARZ20mmビームガン）が頭部（口吻部）に移設されている。
ゲームの『ゾイド -ZOIDS- 邪神復活!〜ジェノブレイカー編〜』と『ZOIDS2 ヘリック共和国VSガイロス帝国』でも同名称にて登場。装備仕様も改造例のシャイアンとほぼ同じだが、TRZ20mmリニアレーザーガンとARZ20mmビームガンが通常仕様ゴルドスの装備位置に戻っている（エネルギーチューブも省略）が、頭部（口吻部）にロングレンジガンなるビーム砲が1対搭載されている。
キャノニアーゴルドス
| キャノニアーゴルドス CANNONEER GORDOS[61] | キャノニアーゴルドス CANNONEER GORDOS[61] |
| ----------------------------------------- | --- |
| 番号                                      | DRZ-009[62] |
| 所属                                      | ヘリック共和国 |
| 分類                                      | ステゴサウルス型 |
| 全長                                      | 30.3m[63] |
| 全高                                      | 19.4m[63] |
| 重量                                      | 250.0t[63] |
| 最高速度                                  | 70km/h[63] |
| 乗員人数                                  | 2名 |
| 主な搭乗者                                | バスター・アイソップ少尉 |
| 武装[61]                                  | 105mm高速レールガン×2 パノーバ20mm地対空ビーム砲×2 AMD30mm2連装ビーム砲 ハイパーバイトファング チタンスパイク×4 GPS磁気探知機 ロングレンジバスターキャノン×2 AZ4連装ショックガン 8連装ミサイルポッド×2 エネルギータンク×2 動力ケーブル×2 スタビライザー×2 |
ゴルドスに各種の重装備を施した重砲仕様。ゴルドスの持つ索敵能力に加え、長距離射撃を可能としている。
作中の活躍
ZAC2101年8月、暗黒大陸トリム高地～ビフロスト平原における戦いでその姿が確認できる。
漫画
ウェブコミック『ZOIDS妄想戦記』「蒼い救世主」に登場する予定だったが、妄想戦記そのものが中断しているため、このエピソードは製作されていない。公開された情報（キットの箱解説および『ゾイド・コア・ボックス』付属「プロイツェンの反逆」）では、本来キャノニアーゴルドスはファイアーフォックスとのコンビネーションを目的とした機体であり、共にヘリック共和国軍レイフォースエンジェルスに配備される予定であった。しかし、ファイアーフォックスがネオゼネバス帝国の諜報部隊に奪取されたため、バスタートータスを失ったバスター・アイソップ少尉に受け渡されたとされている。
パラサウロス
| パラサウロス | パラサウロス       |
| ------------ | ------------------ |
| 所属         | ヘリック共和国     |
| 分類         | パラサウロロフス型 |

月刊コロコロコミック誌2001年7月号および公式ファンブック3に登場した改造機。
ゴルドスをベースにCP-10ゴジュラスキャノンセット、エレファンダー、コマンドウルフのパーツを用いてパラサウロロフス型としてミキシング製作されている。
少量生産された機体が重砲部隊に配備された。
ブリッツホーネット搭載母艦型
| ゴルドス ブリッツホーネット搭載母艦型 | ゴルドス ブリッツホーネット搭載母艦型 |
| ------------------------------------- | ------------------------------------- |
| 所属                                  | ヘリック共和国                        |
| 分類                                  | ステゴサウルス型                      |

電撃ホビーマガジン2003年11月号に掲載された改造ゴルドス。元の電子戦ユニットを撤去し、航空管制レーダーやブリッツホーネットを最大7機積載できる駐機ハンガー、パイロット待機スペースを設ける。さらにはコアブロックスから得られたエネルギーから発する人工ゾイドコア砲と呼ばれる必殺兵器も有する。
ゴルドス GPS仕様
アニメ『ゾイド -ZOIDS-』第38話で登場した改造ゴルドス。帝国軍でも実用化に至っていなかった磁力兵器を搭載。背面に大型コンテナを装備し、そこから発射、各地に配置される磁力誘導ユニットはゾイドが放つ砲撃の軌道を偏向させる効果を持つ。
この磁力誘導ユニットは第54話にてフィーネの提案で対荷電粒子砲装備としてGFでの導入が提案されるが、却下されている。
ホワイトゴルドス
『ゾイド -ZOIDS-』第3話に登場。白い機体色と青いキャノピーの機体。50年前の戦争で放棄され野生化していたが、それでも仲間たちがいつか戻る時を待ち続け、砦を守っていた。前脚を損傷した上に50年も整備されていない状態でなおかつパイロットを欠いていたにもかかわらず、本来苦手とする接近戦でアーバインのコマンドウルフと正面から渡り合い、彼をして「歴戦のゾイド」と言わしめる高水準の戦闘力を見せた。
ロングバスター・ゴルドス
『小学三年生』1986年8月号に掲載。ビガザウロ・ゴルドス・マンモスにも積載可能な長距離砲を背部に有し、遠方の敵基地を攻撃する。同誌1988年12月号の付録カードでは「キャノンゴルドス」とも呼称される。

## ゾイドマンモス
| マンモス ゾイドマンモス ZOIDS MAMMOTH | マンモス ゾイドマンモス ZOIDS MAMMOTH |
| ------------------------------------- | --- |
| 番号                                  | RBOZ-002 |
| 所属                                  | ヘリック共和国 |
| 分類                                  | マンモス型 重装甲型 MAMMOTH TYPE |
| 全長                                  | 21.6m |
| 全高                                  | 12.2m |
| 全幅                                  | 12.9m |
| 重量                                  | 145t |
| 最高速度                              | 85km/h |
| ペイロード                            | 25t |
| 乗員人数                              | 3名 |
| 武装 装備                             | パノーバ20ミリ対空ビーム砲×2 銃座式マクサー30ミリビーム砲×1 マクサー50ミリ砲×2 ビーム発生器内蔵の牙×2 マクサー20ミリビーム砲 3Dレーダー 20ミリビームランチャー 重量物牽引機 |
| 主な搭乗者                            | バルディ・ガータ(ZBCG) |

ヘリック共和国のマンモス型ゾイド。中央大陸戦争勃発以前にロールアウトした。ビガザウロを開発ベースとし、より高い火力を持つ。見かけに反して気性が荒く、レーダーで敵を発見し突進攻撃を行う。パワーはゴジュラスに匹敵し、そのペイロードから多くの予備弾薬や燃料を積載して行動可能。ZAC2033年には帝国軍の重装備化にともない「国家緊急法（Xデー）」が発令され、武装面の強化も行われた。中央大陸戦争中のZAC2044～2046年ごろには第一線を退いた。
主に寒冷地での戦いを得意とする。ZAC2056年の惑星Zi大異変後も生き残り、土木用として使われていた機体がZAC2101年の暗黒大陸での戦いに備えて徴用された。
武装・装備
パノーバ20mm対空ビーム砲
背部両側面で計2基装備している2連装のビーム砲。ゴルドス、ゴジュラス、ビガザウロと共通の兵装。
銃座式マクサー30mmビーム砲
尾部の付け根に装備する連装ビーム砲。ゴルドス、ゴジュラス、ビガザウロと共通の兵装。
マクサー50mm砲
尾部先端の両側に装備する砲。ゴルドス、ゴジュラス、ビガザウロと共通の兵装。
ビーム発生器内蔵の牙
マンモスの牙部。先端にビームを発生させる機能を持つ。
マクサー20mmビーム砲
マンモスの鼻部先端に装備するクレーン銃座式の砲。
マンモスの鼻そのものは格闘戦用の兵装として機能し、小型ゾイドならば2、3機を吹き飛ばすことも可能としている。
3Dレーダー
マンモスの耳部。
20mmビームランチャー
マンモスの背部と腹部に装備する2種類の砲。ゴルドス、ゴジュラス、ビガザウロと共通の兵装。
重量物牽引機
マンモスのテクニカルデータに設定されているものの、装備個所は不明。

### 作中での活躍（ゾイドマンモス）
バトルストーリー
ZAC1957年には部族間紛争時代において本機に近似したゾイドが暗黒大陸のゾイドと交戦する姿が確認できる。ZAC2032年のアルダンヌの森の戦いにおいては、マーダやゲーターと交戦し格闘戦で撃破している。ZAC2037年のザブリスキーポイントでの戦いにおいては、本機の残骸が確認できる。ZAC2101年11月のヴァルハラでの戦いでは、プロイツェンナイツと交戦する共和国ゾイドの中に本機の姿が確認できる。
ゲーム
下記のゲームに「マンモス」の名称で登場している。
『ゾイド 中央大陸の戦い』
『ゾイド -ZOIDS- 邪神復活!〜ジェノブレイカー編〜』
通常型と改造型2種が大型ゾイドのカテゴリーで登場。ビーム発生器を内蔵する牙に「ビームタスク」という名称が当てられている。
『ZOIDS　帝国VS共和国 メカ生体の遺伝子』『ZOIDS2 ヘリック共和国VSガイロス帝国』
共和国側のLサイズユニットとして登場。どちらも強化型・冷凍砲搭載型への改造が可能だが、『ヘリック共和国VSガイロス帝国』では改造バリエーション機に「マンモスキャノン」「マンモスmk2」の固有名称が付けられている。また、前述の「邪神復活!〜ジェノブレイカー編〜」と同様に牙が「ビームタスク」表記となっているほか、鼻先のビーム砲が「20ミリビームランチャー」表記となっている。
『ZOIDS FIELD OF REBELLION』
プレイヤーが使える中型ゾイドとして「マンモス」の名称で登場する。ゲームはZOIDS concept artの世界観をベースにしているが、従来のキットをほぼ踏襲するデザインで実装されている。牙部を発光させながら突撃するマンモス専用ウエポン「ビーム発生器内蔵牙」が実装されている。

### キット（ゾイドマンモス）
前述の通りマンモスをモチーフにしたゾイドだが、商品パッケージ（および一部のゲーム作品）ではモチーフとは別に重装甲型との記載がある。基本的に前製品のビガザウロの流用で尾と首、耳や牙などに追加パーツがある。脚部分や砲塔も変えられているものがある。鼻を振り上げて降ろしながら歩く姿はビガザウロが首を上下させる動きと基本は同じで、連動で耳が前後に動く。
開発時には6本足で動く形態で作られたが、当時のトミー社長より「動物園に6本足の象はいない」と指摘されてモチーフ通りの4本足になったという逸話がある。
ゾイド生誕20周年記念として2003年に限定販売された『ゾイド・コア・ボックス』に当時のカラーリングのまま同梱。製版フィルムが失われていたが、CG技術により当時のパッケージを再現した。

### バリエーション（ゾイドマンモス）
マンモスキャノン
| マンモスキャノン | マンモスキャノン                                                                             |
| ---------------- | -------------------------------------------------------------------------------------------- |
| 所属             | ヘリック共和国                                                                               |
| 分類             | 重装甲型                                                                                     |
| 武装 装備        | ビームタスク ロングレンジバスターキャノン 20mmビームランチャー エネルギータンク 重量物牽引機 |

『ZOIDS2 ヘリック共和国VSガイロス帝国』に登場する改造型マンモス。ロングレンジバスターキャノンの搭載により火力が強化された。同作では、無改造マンモスと後述のマンモスMk-IIの中間にあたる改造ゾイドである。
マンモスMk-II
| マンモスMk-II | マンモスMk-II |
| ------------- | --- |
| 所属          | ヘリック共和国 |
| 分類          | 重装甲型 |
| 武装 装備     | ビームタスク ロングレンジバスターキャノン 20mmビームランチャー 8連装ミサイルポッド AZ4連装ショックカノン エネルギータンク 重量物牽引機 |

『ZOIDS2 ヘリック共和国VSガイロス帝国』に登場する改造機。ゲーム上では、前述のマンモスキャノンをさらに改造した最高級マンモスで、両前脚に8連装ミサイルポッド・左前脚にAZ4連装ショックカノンが追加されている。搭載しているミサイルはゴジュラス・ジ・オーガ級であるとの記述あり。
初登場は「NEW改造セット〈共和国側大型メカ用〉」掲載された改造例だが、同時点では固有名称は設定されていない。『ゾイド -ZOIDS- 邪神復活!〜ジェノブレイカー編〜』ではほぼ同等の装備を持つ改造マンモスが「マンモス2」という名称で登場している。
アイスマンモス
| アイスマンモス | アイスマンモス                                                                     |
| -------------- | ---------------------------------------------------------------------------------- |
| 所属           | ヘリック共和国                                                                     |
| 分類           | 重装甲型                                                                           |
| 武装 装備      | ビームタスク 超低温ガス砲(マイナス・ゼロ砲) （冷凍ガス砲） 3Dレーダー 重量物牽引機 |

ゾイドバトルストーリー3巻に登場。鼻部に超低温ガス砲（マイナス・ゼロ砲）を装備しており、荷電粒子を奪うことでデスザウラーであっても凍結させ、3時間の行動停止に追い込むことができる。通常型のマンモスとは異なり、青と銀色のツートンカラーとなっている。
この機体呼称は学年誌の付録掲載時のもので、学年誌における初出時は「改造型マンモス」とのみ呼称されていた。ゾイドバトルストーリー作中においては「寒冷地戦用マンモス」とのみ記述されている。
『ゾイド -ZOIDS- 邪神復活!〜ジェノブレイカー編〜』では「スノウマンモス」という名称で登場。なお、『ZOIDS 帝国VS共和国 メカ生体の遺伝子』と『ZOIDS2 ヘリック共和国VSガイロス帝国』では固有の機体名では登場しないが、マンモスに冷凍砲を装備することは可能（ただし改造パーツの冷凍砲は他のゾイドにも使用可能）。
作中の活躍
バトルストーリーでは、ZAC2046年冬に始まった帝国軍山岳基地包囲作戦に参加。山岳基地救援に向かうデスザウラーが吹雪により立ち往生したところを冷凍ガス砲で攻撃、侵攻阻止に成功するという成果を上げている。なお、この場面では2機の寒冷地専用マンモスが帝国軍に相対しているのが確認できる。
マンモスの騎士
小学館「戦闘機械獣のすべて」に掲載。マンモスの頭部を人の上半身型に改造して、半人半獣のケンタウロスのような形態にした改造機。ネーミングの通り、中世の騎士（槍騎兵）のような槍と盾を手にしているほか、胸部にはミサイルと思しき装備も追加されている。この改造例は「おもしろ改造コーナー」と題するページでの掲載であり、ストーリーなどには登場していない。

## ディバイソン
| ディバイソン DIBISON | ディバイソン DIBISON |
| -------------------- | --- |
| 番号                 | RBOZ-006（旧） RZ-031（新） |
| 所属                 | ヘリック共和国 チーム・バッファローズ（スラッシュゼロ） |
| 分類                 | バッファロー型 重装型機械獣 |
| ロールアウト         | ZAC2046年 |
| 配備数               | 800機(ZAC2100年秋時点) |
| 全長                 | 20.6m |
| 全高                 | 10.8m |
| 全幅                 | 7.5m |
| 重量                 | 230.0t |
| 最高速度             | 130.0km/h |
| 乗員人数             | 2名 |
| 武装（旧）           | 超硬角×2 8連ミサイルポッド×2 小口径4連バズーカ砲 17門突撃砲 3連加速衝撃砲 後部機銃×2 パルスビーム砲                                                               |
| 武装（新）           | ツインクラッシャーホーン×2 クラッシャーメタルスパイク×4 8連ミサイルポッド×2 105mm17連突撃砲 GPS3Dレーダーアンテナ 対ゾイド3連衝撃砲 35mm対空砲×2 パルスビームガン |
| 主な搭乗者           | マーチン（旧） オーガ・バルーク（ZBCG） トミー・パリス（機獣新世紀ZOIDS） パルフェ（フルメタルクラッシュ）                                                        |

『ゾイドバトルストーリー』におけるディバイソン
ゼネバス帝国軍のEPZ-06 デスザウラーに対抗するため、中央大陸戦争後期にヘリック共和国が開発したバッファロー型突撃戦用ゾイド。重装甲かつ重武装を誇り、機体前面に集中的に配置された17連突撃砲と二基の8連ミサイルポッドの一斉射撃はあらゆる障害物を粉砕する。突撃ゾイドとして運用法するため、コクピットをキャノピーではなく装甲式に変更して防御力を向上させた。極端に偏った武装配置の機体であるが、部隊がツインクラッシャーホーンを並べて行う正面突撃は凄まじい破壊力を誇る。
性格は大人しく操縦性は良好だが、戦闘の際は勇猛さを発揮する。
『ZOIDS concept art』におけるディバイソン
こちらでは重装甲と重武装を併せ持つ高速突撃型ゾイドとして登場。角部は電磁衝撃角となっている。
『HMM（ハイエンドマスターモデル）』におけるディバイソン
ヘリック共和国がゼネバス帝国との戦争時代に対デスザウラー用に開発したゾイドとして旧大戦時（中央大陸戦争）の機体が存在し、プロイツェンによるデスザウラーの復活以後、西方大陸戦争が全土に広がったことからガイロス帝国が再度のデスザウラー復活を画策した際に備え、発見されたバッファロー型野生体と最新技術を元に現行の最新技術による改良を施して再生させた機体。そのうちのプロトタイプはヘリック共和国とガイロス帝国の和平の際に締結された「ゾイド軍用機密公開法」に基いて一部の機体が帝国側に譲渡され、トーマがそれを受領したという扱いになっている。その後、彼の独自の改造により実弾式だった17連突撃砲発射システムはカートリッジ方式のエネルギーキャノンに変更され、さらに「惑星磁力対応型エネルギー弾曲射機能」を搭載することで弾の軌道を自在に誘導することが可能となった。一方で、『HMM ディバイソン マーキングプラスVer』においては『ゾイドバトルストーリー』に準拠した内容となっている。
武装・装備
（旧）は中央大陸戦争時代、（新）は第二次大陸間戦争時代の装備呼称。
超硬角（旧） / ツインクラッシャーホーン（新）
ディバイソンの角部。材質はディバイソンのために開発された超硬性チタニウム（超鋼チタニウム合金）という惑星Ziで最も硬い金属であり、アイアンコングやデスザウラーの重装甲をも貫く威力を誇る。
8連ミサイルポッド
頬部に装備された近距離戦用兵装。ミサイル同時発射によって小型ゾイドを殲滅することを可能としている。
小口径4連バズーカ砲（旧）
頸部に装備。接近戦の際に先制攻撃を与えることを主眼とした兵装。
17門突撃砲（旧） / 105mm17連突撃砲（新）
背部に装備。砲塔前面に水平に3門ずつ三段、砲塔左右に垂直に4門ずつ配されている。作戦行動中においても連射が可能な砲であり、一度に複数敵を同時攻撃できる。また、集中攻撃すればアイアンコングクラスの機体をも撃破することが可能。
突撃砲の砲弾室には自動装填装置が組み込まれており、1秒間に2発、合計34発の速射を可能としている。
『HMM ディバイソン』では分離することで砲台（コマンドポスト）となる機能が存在する。
3連加速衝撃砲（旧） / 対ゾイド3連衝撃砲（新）
腹部に設置される。近距離用の装備であり、衝撃波を発して敵を攻撃する。
後部機銃（旧） / 35mm対空砲（新）
腰部に装備。対空攻撃や後方からの攻撃に対して使用される。混戦時にも重宝される兵装。
パルスビーム砲（旧） / パルスビームガン（新）
尾部に装備される。パルス波によって敵機を補足可能としており、後方警戒や対空攻撃、対小型・中型ゾイド戦に使用される。
自由自在に動くことから、敵機の急襲にも対応できる兵装。
クラッシャーメタルスパイク（新）
ディバイソンの蹄。超硬角（ツインクラッシャーホーン）と同じ材質で作られている。重量と硬質さを兼ね備えており、敵メカやトーチカを破壊する威力を誇る。
収納式レーダー（旧） / GPS3Dレーダーアンテナ（新）
収納式の高性能レーダー。上空や後方の警戒も行っており、背部レーダー室で捕捉した情報はコクピットへと送られる。
パルスビーム砲とは連動しており、命中精度を向上させる役割も持つ。戦闘時は収納される。

### キット（ディバイソン）
トミー（現タカラトミー）製
サイズは大型ゾイドクラス。モーターボックスはサーベルタイガーと同型。
RBOZ-006 ディバイソン
1988年4月発売。動力源は単3形乾電池一本。背面後方のスイッチを入れることにより歩行する。連動ギミックは頚部の上下動。手動ギミックは下顎の開閉、コックピットハッチ（頭部・前ヒンジ）の開閉、レーダー手席ハッチ（背部・前ヒンジ）の開閉、レーダーアンテナの起倒、突撃砲の俯仰・左右動（砲塔正面の9門は水平に配された3門ずつが若干の俯仰、砲塔側面の8門は左右それぞれに垂直に配された4門ずつが若干の左右動）、腰部対空砲の俯仰、尾部パルスビームガンの俯仰。成型色は大まかに装甲が黒、フレーム・突撃砲・ミサイルポッドが灰色（アッシュグレーに近い）、その他の火器・関節キャップがオリーブグリーン、目がクリアオレンジ、モーターボックスがクリアブラウン。角と蹄がダイキャスト製金属パーツとなっているのが特徴。外装に金属パーツを使用したゾイドのキットは現在までのところ、ディバイソンとブレードライガーのみである。
RZ-031 ディバイソン
2000年5月発売。成型色は大まかに装甲が黒、フレーム・突撃砲・ミサイルポッドが灰色（アッシュグレーに近い）、その他の火器・関節キャップがくすんだ緑（緑青色に近いがもっと濃い）、目がクリアオレンジ、モーターボックスが黒、腰部の対空砲側面に3mm径のパイロンが設けられた（対空砲パーツの金型を一部改修している）。
031 Dibison
RZ-031 ディバイソンをアメリカのハズブロ社より海外版として発売したものだが、安全基準の問題から角と蹄がプラスチックに素材変更されている。角と蹄の成型色はややメタリック調の灰白色。
HMMシリーズ
設計は芦沢勝。ディバイソンTSを再現し、トーマのフュギュア（立像とコックピットに座った形態）も付属している。背部の17連突撃砲が「独立砲台」として分離可能なオリジナルギミックを内蔵。第三回公開企画会議にて商品化が発表され、“ファン・チョイス機体”としてアナウンスされた（コトブキヤ販促広告より）。パイロットフィギュアはトーマのみであるが、タカラトミー版同様にレーダー手席は設けられており、ハッチも開閉可能。レーダーアンテナとレーダー手席ハッチのデザインが変更され、ハッチを閉じた状態でのレーダーアンテナ展開が可能となっている。

### 作中での活躍（ディバイソン）
バトルストーリー
『ゾイドバトルストーリー』（小学館）
『ゾイドバトルストーリー3』ラストで初登場。ZAC2046年10～11月に行われた平原地帯での戦いにおいては、帝国陣地への攻撃任務に従事した。
『ゾイドバトルストーリー4』においては、ZAC2047年7月から12月にかけて帝国軍の目を開発中のマッドサンダーから逸らし、フロレシオ海の小島に向けさせる「かまどとツバメ」作戦においてマーチン少佐が搭乗。ルイス大尉操縦のアロザウラーとのコンビネーションや土地鑑を活かし、デスザウラーを火山の火口に突き落として撃退している。また、デスザウラーに対抗するため、ディバイソン6機、アロザウラー30機、ゴドス15機、ベアファイター15機から成る「ディバイソン突撃隊」が編成された。
『ゾイド公式ファンブック』（小学館）
『ゾイド公式ファンブック2』にて初登場。 第二次大陸間戦争開戦後のZAC2100年6月には、中央大陸に配備されていた機体が西方大陸へ増援として派遣される。ネオタートルシップによる輸送中には、その情報を掴んだシンカーによって奇襲を受けるものの、他のゾイドと共に迎撃に当たっている。その後、各戦線に投入され暗黒大陸の戦いでも活躍した。
『オフィシャルファンブックEX』（トミー）
ネオゼネバスとの戦いでも運用され、ZAC2106年春のクック要塞攻略作戦の折には持ち前の突撃で戦線を切り開いた。
『てれびくん』掲載ストーリー
レッドホーンと交戦するも、引き分けに終わっている。
『ZOIDS concept art』
3巻から登場。中央大陸のタイガーゲージにおいて帝国軍の防御線を切り崩し、首都への突入を行った。
漫画
『機獣新世紀ZOIDS』の第4巻にて初登場。トミー・パリス中尉の乗機の「ガンホー」と名付けられた個体が登場した。帝国軍工作員の手により火器を誤射させられたり、ミュール郊外におけるデススティンガー戦では為す術もなく大破するなど、作中における際立った活躍は少ない。
アニメ
『ゾイド新世紀スラッシュゼロ』ではディバイソンLSが第1話から登場。
第9話にてマリー・チャンプが移動手段として四機のディバイソンに巨大なキャンピングトレーラーのようなものを引かせ、牛車のごとく使用している。
第21話にてチーム・バッファローズがノーマル機を三機編成で使用していたが、バックドラフト団擁するチーム・フーマのネオ・ウオディックの前に敗れた。
ゲーム
『ゾイド 中央大陸の戦い』
ファミリーコンピュータ版には登場していないが、MSX2版で追加登場する。
『ゾイド2 ゼネバスの逆襲』
『ゾイド -ZOIDS- 邪神復活!〜ジェノブレイカー編〜』
通常型と改造型1種が大型ゾイドのカテゴリーで登場。
『ZOIDS 〜白銀の獣機神ライガーゼロ〜』
『ZOIDS　帝国VS共和国 メカ生体の遺伝子』『ZOIDS2 ヘリック共和国VSガイロス帝国』
共和国側のLサイズユニットとして登場。どちらも強化型への改造が可能で、『ヘリック共和国VSガイロス帝国』では改造バリエーション機に「ディバイソンキャノン」の固有名称が付けられている。ストーリー中、共和国軍ロブ基地を守るためにザイファー=ガラント中佐が乗るディバイソンがデススティンガーに相対する場面がある。
「ZOIDS SAGA シリーズ」「ZOIDS VS.シリーズ」
両作品ともシリーズを通して登場。前述のアニメ『ゾイド -ZOIDS-』で見られた「メガロマックス」が超必殺技として再現されている。第1期ゾイドシリーズ時に発売されたディバイソン（RBOZ-006）を再現したカラーバリエーションを、ZOIDS VS.IIではディバイソン旧型、ZOIDS VS.IIIではディバイソンOLDと表記している。
『ゾイドインフィニティ』シリーズ
レッドホーンを初期設定機体としてある程度対戦を進めると、二次機体としてディバイソンに乗り換えることが可能。ただし、アイテム「17連突撃砲」と階級「准尉」が必要。
『ZOIDS STRUGGLE』『ゾイドフルメタルクラッシュ』
『フルメタルクラッシュ』のストーリーでは、闇バトルに現れる女盗賊パルフェの乗機として全方位ミサイルとキャノリーユニットを装備した姿で登場。
『ゾイドタクティクス』
通常型の他に、カラーバリエーション機も登場。前述の「SAGAシリーズ」や「VS.シリーズ」と同様に「メガロマックス」もEX技として実装されている。
『ゾイドバトルカードゲーム』
通常ラインナップでは共和国軍／スターターパックにのみ登場。「RZ-031 ディバイソン」のキットの初回生産版特典としても添付された。以上、ゾイドカード「ディバイソン」の絵柄は全2種類。
『ゾイドスクランブル』
スターターパックVol.1（およびブースターパックVol.1）にのみ登場。
『ゾイドカードコロシアム』
Vol.1, 2, 3の三度登場。
『ゾイド オルタナティブ』
マロール共和国陸軍の「D-BISON」として登場。
『ZOIDS FIELD OF REBELLION』
プレイヤーが使える中型ゾイドとしてアプリリリース初期から登場。ゲームはZOIDS concept artの世界観をベースにしているが、従来のキットをほぼ踏襲するデザインで実装されている。オリジナルのディバイソン専用ウエポン「ヘビー・レイン」が用意された。作中の傭兵集団F.E.Sの女性トリニティ・シンクレアの乗機でもあり、公式サイトに掲載されたコミカライズ版にも登場している。

### バリエーション（ディバイソン）
ディバイソンMK-IIタイプ
| ディバイソンMK-IIタイプ | ディバイソンMK-IIタイプ                                                                                                  |
| ----------------------- | --- |
| 所属                    | ヘリック共和国 |
| 分類                    | バッファロー型 |
| 乗員人数                | 2名? |
| 武装                    | 長距離キャノン砲×3 （トリプルキャノン） 超硬角 17連突撃砲 レーダー 8連ミサイルポッド 3連ミサイル 小型機銃 パルスビーム砲 |

ゾイドバトルストーリー3巻に掲載。RBOZ-006ディバイソンの背部に、ゴジュラス用の長距離キャノン砲を三門増設した仕様。中央大陸戦争後期に登場した。ヘリック共和国軍タイプMK-II部隊を編成する機種の一つ。この機体呼称は『ゾイドバトルストーリー3』掲載時のものだが、学年誌の付録カードでは「トライソン」という呼称が付けられていた例もある。
ゲーム『ゾイド邪神復活!〜ジェノブレイカー編〜』ではディバイソン2の名称で登場。ディバイソンを「マーク2セット」で改造すると入手できる機体で、ゲームの図鑑の解説では「ディバイソン マーク2」と記載している。
ディバイソンTS
| ディバイソンTS[114] | ディバイソンTS[114] |
| ------------------- | --- |
| 番号                | Zi-031[115] |
| 所属                | ガーディアンフォース |
| 分類                | バッファロー型 |
| 全長                | 20.6m[114] |
| 全高                | 10.8m |
| 重量                | 230.0t[114] |
| 最高速度            | 130km/h[114] |
| 乗員人数            | 2名 |
| 武装                | ツインクラッシャーホーン電子振動フィールド発生装置×2 17門突撃砲 8連ミサイルポッド×2 ウェポンマウント6連ミサイルポッド（口腔内） AZ3連衝撃砲 AZ35mm対空砲×2 パルスビームガン クラッシャーメタルスパイス×4 収納式後方警戒レーダー |
| 主な搭乗者          | トーマ・リヒャルト・シュバルツ（ゾイド -ZOIDS-） |
アニメ『ゾイド -ZOIDS-』に登場。ガーディアンフォース所属のガイロス帝国軍人トーマ・リヒャルト・シュバルツ中尉が乗機とするディバイソン。平和調停の折にアイアンコングと交換する形でヘリック共和国からガイロス帝国へ譲渡された機体にトーマ自身が開発した人工知能「ビーク」を搭載したもの。17連突撃砲による実弾砲撃の他、「メガロマックス」というエネルギー弾の一斉射撃機能を有している。最大17機のターゲットを攻撃可能な他、収束発射時の出力はジェノザウラーの荷電粒子砲に匹敵する。
また、操縦桿を取り外すと携行可能な機関銃兼ビークの外部端末「ビークモバイル」となる。
第50話以降はフィーネの提案により電子振動シールド発生機能が追加された。同話の対ジェノブレイカー戦で使用されたほか、第63話ではブレードライガー、ライトニングサイクスとの連携によってデススティンガーをフィールド内に閉じこめる「デルタ・フォーメーション・ブロッケイド」を展開する。
劇中では単にディバイソンとだけ呼称されていたが、ゲーム『ZOIDS SAGA』でディバイソンTS、カードゲーム『ゾイドバトルカードゲーム』でディバイソン・ThSの名称が使用された。
作中の活躍
アニメ『ゾイド -ZOIDS-』第38話から登場。バン・フライハイトのブレードライガーやアーバインのコマンドウルフおよびライトニングサイクスとチームを組んでは、その戦闘能力を以ってを数々の事件を解決。ジェノブレイカー戦およびデススティンガー戦まで活躍した。
デススティンガー戦において、グラビティカノンの重力フィールド内で悪足掻きに放たれた荷電粒子砲を後脚部に受け中破。機動力を失ったことで、デススティンガー追撃戦においては、グスタフのトラクションプラットホームに積載された状態で砲撃による後方支援を行った。
その後はライトニングサイクスと同様、ウルトラザウルス内でのオーバーホールに伴い作中での出番を終えた。

ゲーム
『ZOIDS SAGA』第一作で登場。グラフィックではノーマル機よりも機体色が濃い差別化がなされている。
『ゾイドバトルカードゲーム』では、ゾイドカード「ディバイソン・ThS」の呼称でエキサイティングブースターVol.01の帝国側パックに収録された。
『ゾイドカードコロシアム』では、ゾイドカード「ディバイソンTS」（バトルレベル6）の呼称でコカ・コーラオリジナルゾイドスペシャルカードにラインナップされた。
ディバイソン突撃改造
『小学二年生』2000年8月号、『ゾイドカスタマイズステッカー』に掲載された改造ディバイソンで、背部の17連突撃砲が延伸可能なドリルに変更されている。
同号掲載の漫画『ゾイドバトルストーリー』ではトーマの乗機がこの改造を受けバンのブレードライガーとともに敵要塞を攻略した。
ディバイソンLS
| ディバイソンLS[119] | ディバイソンLS[119]                          |
| ------------------- | -------------------------------------------- |
| 所属                | チーム・ブリッツ（スラッシュゼロ）           |
| 番号                | Zi-031[120]                                  |
| 分類                | バッファロー型                               |
| 全長                | 20.6m[121]                                   |
| 全高                | 10.8m[121]                                   |
| 重量                | 230.0t[121]                                  |
| 最高速度            | 130km/h[121]                                 |
| 乗員人数            | 2名                                          |
| 主な搭乗者          | リノン・トロス（ゾイド新世紀スラッシュゼロ） |
アニメ『ゾイド新世紀スラッシュゼロ』に登場。チーム・ブリッツ所属のゾイドウォーリアー、リノン・トロスが乗機とするディバイソン。アニメの劇中では単にディバイソンと呼称されているが、ゲーム『ZOIDS VS.II』でディバイソンLS・『ゾイドバトルカードゲーム』でディバイソン・RiSの呼称が使用された。
作中の活躍
チーム・ブリッツ所属のゾイドウォーリアー、リノン・トロスの物語序盤での愛機。しかし、第6話でバックドラフト団のエレファンダーによって破壊され、下取りに出されてしまった。
『ZOIDS VS.II』では、ディバイソンLSという呼称で登場。
『ゾイドバトルカードゲーム』では、ゾイドカード「ディバイソン・RiS」という呼称で、エキサイティングブースターVol.01の共和国側パックに収録された。
『ゾイドカードコロシアム』では、イベント「タカラトミーボーイズホビーフェスティバル2006春」および「同2006夏」にて開催された公式大会の三位入賞者にゾイドカード「ディバイソンLS」（バトルレベル6）が贈呈された。
グラビティバイソン
| グラビティバイソン | グラビティバイソン |
| ------------------ | --- |
| 番号               | なし |
| 所属               | 不明 |
| 分類               | バッファロー型 |
| 全長               | 21.0m[122][123] |
| 全高               | 10.8m[123] |
| 重量               | 245.0t[122][123] |
| 最高速度           | 120km/h[122][123] |
| 武装[124]          | 固定武装 マニューバミサイル 3連加速衝撃砲 20門突撃砲 ドリルホーン ウェポンラック U : ―(補) R : ―(攻補) L : ―(攻補) S : ―(補) |
ディバイソンの強化型。背部の突撃砲は20門に増強され、角はドリル状となっている。
ゲーム『ZOIDS SAGA II』で初登場したオリジナルバリエーション機で、その後『ZOIDS SAGA DS 〜legend of arcadia〜』にも登場。
『サイバードライブゾイド 機獣の戦士ヒュウ』ではディバイソンの通常機は未登場だが、グラビティバイソンのみ敵機として登場している。
ヘッジホッグ
| ヘッジホッグ | ヘッジホッグ                                                |
| ------------ | ----------------------------------------------------------- |
| 所属         | ヘリック共和国                                              |
| 分類         | バッファロー型                                              |
| 乗員人数     | 2名以上                                                     |
| 武装         | レーダー 回転式対空砲 トライキャタピラ ヘッジホッグミサイル |

ゾイドバトルストーリー4巻に掲載されたディバイソン改造機。通常の装備に加え、さらなる武装強化が施されている。全身に「ヘッジホッグミサイル」と呼ばれる三種類のミサイルを装備。誘導機能を持つ大型ミサイル、対小型ゾイド用の中型ミサイル、対車両用の小型ミサイルを使い分ける。各四肢の外側面には三角形の履帯「トライキャタピラ」を一基ずつ、計四基接続し、接地面積の増加により湿地帯や岩場での踏破性が向上している（四肢そのものも残されている）。さらに、140mm機関砲2門と全方位20kmの索敵範囲を持ちミサイルの誘導も行うレーダーを搭載する回転式対空砲（対空戦車風の砲塔）が背部に搭載されている。
初出は『小学五年生』掲載のジオラマストーリー。その際には特に名称は定められておらず、単に「改造ディバイソン」とされていた。1回目の掲載号では帝国前線基地に攻撃を敢行し、アイアンコングMk-II量産型を撃破。2回目の掲載号では帝国基地破壊後に進出した中央山脈近辺の川沿いでグレートサーベルと交戦した（勝敗は描写が無いため不明）。
ビッグ・バッド・ジョン
| ビッグ・バッド・ジョン | ビッグ・バッド・ジョン |
| ---------------------- | ---------------------- |
| 所属                   | ヘリック共和国         |
| 分類                   | バッファロー型         |
| 武装                   | 86センチ砲             |

ゾイドバトルストーリー4巻に登場したディバイソンの改造機。17門突撃砲の砲塔前面9門の替わりに射程60kmの86cm砲を搭載。86cm砲の弾体はミサイルに近い構造となっており、低反動かつ絶大な威力を持ち、直撃ならデスザウラーの機体にさえ大穴を開けるとされる。砲塔左右の突撃砲8門は、砲身長が若干延長されている。
初出は『小学三年生』誌1988年6月号。その際には「ビッグサンダー」という名称であったが、ゾイドバトルストーリーでは改称されている。
作中の活躍
ZAC2047年4月、ロバーツ大佐を指揮官とするチェスター教授救出作戦の際に使用され、首都に駐屯する帝国軍を陽動した。
ディバイソンコブラ
| ディバイソンコブラ | ディバイソンコブラ |
| ------------------ | ------------------ |
| 所属               | ヘリック共和国     |
| 分類               | バッファロー型     |

新ゾイドバトルストーリーに掲載されたディバイソンの改造機。巨大な長射程ミサイルを搭載し、優れた誘導装置によって数十km離れた敵機を確実に撃破する。17門突撃砲は砲塔前面下段の3門を残し撤去されている。機体色が青となっている。
初出は『小学二年生』誌1989年11月号掲載のジオラマストーリー。その際には特に名称は定められておらず、単に「ディバイソン」とされていた。ここでは中性子ミサイルを搭載しており、ギル・ベイダーに直撃させるもダメージを与えられなかった。
ディバイソンキャノン
| ディバイソンキャノン | ディバイソンキャノン |
| -------------------- | --- |
| 所属                 | ヘリック共和国 |
| 分類                 | バッファロー型 |
| 武装（新）           | ツインクラッシャーホーン 105mm17連突撃砲 ロングレンジバスターキャノン 8連ミサイルポッド 対ゾイド3連衝撃砲 GPS3Dレーダーアンテナ |

ゲーム『ZOIDS2 ヘリック共和国VSガイロス帝国』に登場。ディバイソンを「バスターキャノンセット」で改造した機体。遠距離射撃能力が向上している。ゲームのグラフィックとステータスでは、ロングレンジバスターキャノン2門が追加されているのが確認できる。
原型は『NEW改造セット〈共和国側大型メカ用〉』の商品パッケージ側面に掲載された改造例。NEW改造セットの掲載写真では、長距離キャノン砲をサラマンダー用アタッチメントを介して背部ハードポイントに搭載し、左右それぞれの砲塔側面上部前方と後肢肩部装甲後部のハードポイントがホースで接続されている。ゲーム画面では細部まで確認できないものの、ホースは省略されている。
ディバイソンテストタイプ
| ディバイソン テストタイプ DIBISON TEST-TYPE | ディバイソン テストタイプ DIBISON TEST-TYPE |
| ------------------------------------------- | ------------------------------------------- |
| 所属                                        | ヘリック共和国                              |
| 分類                                        | バッファロー型                              |
| 武装                                        | マグネーザー×2                              |

電撃ホビーマガジン2001年11月号および冊子ZOIDS BOOK2002に掲載された改造ディバイソン。
帝国軍のマグネーザー復活計画を知った共和国軍が、マッドサンダーの復元をも視野に入れて開発したテスト機。17連突撃砲のスペースをまるごと2基のジェネレーターとマグネーザーに改変している。ディバイソンベースが2機試作されたほか、試作0号としてカノントータスベースの機体も存在する。こちらはマグネーザーを1基のみ搭載する。
ディバイソン・スーパーキャノン
| ディバイソン・スーパーキャノン DIBISON SUPER CANNON | ディバイソン・スーパーキャノン DIBISON SUPER CANNON |
| --------------------------------------------------- | --------------------------------------------------- |
| 所属                                                | ヘリック共和国                                      |
| 分類                                                | バッファロー型                                      |
| 全長                                                | 20.6m                                               |
| 全高                                                | 10.8m                                               |
| 重量                                                | 232.0t                                              |
| 最高速度                                            | 130km/h                                             |

学年誌ムック『ZOIDS改造マニュアル』に掲載された改造ディバイソン。背部の17門突撃砲は左右に振り分けられ、主砲として超長距離を狙撃できるスーパーキャノン砲が装備された。
突撃後、速やかに帰投できるように角部はコマンドウルフと同タイプのスモークディスチャージャーに換装されている。
初出は『小学六年生』2000年7月号。
スピアーバイソン
『小学三年生』2000年8月号に掲載。ボディの両横にミサイルのように射出可能なスピアーを増設したディバイソン。アイアンコング#アイアンコング プロイツェンナイツやジェノブレイカーに強襲された共和国基地の救援に駆け付けた。
書籍『ZOIDS改造マニュアル』掲載ストーリーでも学年誌掲載時のスチル写真を流用したカットが存在するが、こちらでは特定の呼称は存在しない。
ディバイソンEM
| ディバイソンEM | ディバイソンEM |
| -------------- | -------------- |
| 所属           | ガイロス帝国   |
| 分類           | バッファロー型 |

『ゾイドタクティクス』に登場するガイロス帝国軍仕様のディバイソン。識別コード・戦術データ・機体カラーが帝国仕様に変更されているが、性能・装備はオリジナル機と大差が無い。機体色は装甲が赤系、目が緑。
ダブルバイソン
| ダブルバイソン | ダブルバイソン |
| -------------- | -------------- |
| 所属           | ヘリック共和国 |
| 分類           | バッファロー型 |

『小学五年生』誌1989年6月号掲載のジオラマストーリーに登場したディバイソンの改造機。17門突撃砲は砲塔前面下段の3門を残し撤去、そこへカノンフォートを積載している。一機と見せかけ、戦闘時に分離する。装甲の色がカノンフォートに合わせたフラットブルーとなっている。作例のポージング以外ではカノンフォートには改造が見受けられない。
同誌掲載ストーリーではダークホーンと交戦し、退けている。

## デスレイザー
| デスレイザー DEATH RAYZER | デスレイザー DEATH RAYZER |
| ------------------------- | --- |
| 番号                      | EZ-074 |
| 所属                      | Zi-ARMS |
| 分類                      | テリジノサウルス型 |
| 全長                      | 22.3m |
| 全高                      | 8.64m |
| 全幅                      | 12.5m |
| 重量                      | 110t |
| 最高速度                  | 295km/h |
| 乗員人数                  | 1名 |
| 武装                      | プラズマブレード×4 エレクトリックディスチャージャー テイルソード レーザーガン×2 ブレイクニードルテイル ストライククロー×2 エレクトリッククロー×2 |
| 必殺技                    | ストライクサンダー プラズマスラッシュ |

Zi-ARMS社が開発したテリジノサウルス型ゾイド。中央大陸から渡った、旧ゼネバス系技術者の子孫が開発した次期主力ゾイドである。格闘戦用の機体であり、多面的な装甲は鋭利な武器として機能するだけでなく、ビームを屈折することが可能。また、ゾイドコアは強化されたものを採用。装備はZi-ARMS社が得意とする電気系技術が取り入れられ、背部にはプラズマブレードを搭載し、単体でも高い戦闘力を有する。
さらにはZi-ARMS社がZOITECから入手したワイツタイガーのデータをもとに導入した合体機能も有する。
武装・装備
プラズマブレード
バックパックに装備する。荷電粒子を帯びることで敵機を溶断可能な刃。必殺技の一つとしてこの部位で切りつけるプラズマスラッシュを持つ。
デスレイザーはデカルトドラゴンへの合体を想定して設計されているため、プラズマブレードが合体時にはプラズマウイングへと切り替わる。
エレクトリックディスチャージャー
腹部に装備。プラズマを投射する電撃砲で、必殺技の一つであるストライクサンダーはこれを近接して放つものとなる。
テイルソード
尾部先端に装備する。
レーザーガン
背部バックパックに装備する。
ブレイクニードルテイル
スパイクが設置された尾部で、敵機を粉砕することが可能。
ストライククロー
後脚の爪部。
エレクトリッククロー
前脚の爪部。
キット
EZ-074 デスレイザー
2004年6月17日発売。デカルトドラゴンへの合体を再現する際は、別売りのパラブレードが必要となる。デスレイザー、デカルトドラゴンともにサイズはワイツウルフ、ワイツタイガーらと同じ大型ゾイドクラスとなる。モーターボックスは胴体部と一体化した組立済みのものが採用されている。
GZ-017 デカルトドラゴン
2005年10月20日発売。白色を主体とした成型色のデスレイザーとパラブレードのセット。

### バリエーション（デスレイザー）
ガンズレイザー
| ガンズレイザー | ガンズレイザー     |
| -------------- | ------------------ |
| 所属           |                    |
| 分類           | テリジノサウルス型 |
| 搭乗者         | ヴォレガード       |

「ゾイドジェネレイションズ」に登場するヴォレガードの愛機。西部劇のガンマンをモチーフに、装甲をサンドブラウン、フレームをウッドブラウンのカラーリングが特徴。
メタルZi製の弾丸を発射する「ジャッジペイン」と、それを操作する「ホールディングアーム」を搭載。ヴォレガードの保安官時代には、ジャッジペインを二基装備した所謂「二丁拳銃」もあるが、何らかの理由により現在の装備に落ち着いている。
メタルZi製の弾丸は大変貴重な物で、ヴォレガード自身多くを保有しておらず、戦闘終了後は無人のバラッツによって回収している。

### デカルトドラゴン
| デカルトドラゴン DECALT DRAGON | デカルトドラゴン DECALT DRAGON                                                                                     |
| ------------------------------ | --- |
| 所属                           | Zi-ARMS |
| 分類                           | ドラゴン型 |
| 全長                           | 27.3m |
| 全高                           | 9.4m |
| 全幅                           | 20.5m |
| 重量                           | 120t |
| 最高速度                       | マッハ1.8 |
| 乗員人数                       | 1名 |
| 武装                           | エレクトリックディスチャージャー レーザーガン×2 プラズマレールキャノン×2 ブレイクニードルテイル プラズマウイング×2 |
| 得意技                         | サンダーボルト |

デスレイザーとパラブレードが合体したドラゴン型ゾイド。合体によって封印された能力を解放するワイツタイガーとは異なり、二つのゾイドコアを同調させることで大きな力を得るコンセプトを持つ。その性能は従来のあらゆる同クラスゾイドを凌駕し、接近戦において古代虎型ゾイドに匹敵する。プラズマウイングによって飛行が可能であり、対地攻撃も得意とする。
得意技のサンダーボルトは、胸部のエレクトリックディスチャージャーから発する落雷攻撃。
作中の活躍
三匹の虎伝説編ではZOITEC社の社長誘拐のために突如ZOITECを襲撃。ZOITEC社の新型ゾイド、ワイツウルフを圧倒的な戦闘力で追いつめるも、ワイツウルフはサビンガと合体し、ワイツタイガーへと姿を変える。それによって形勢は逆転するが、ワイツタイガーはコアのパワーにボディが耐えきれず突如内部から融解してしまい戦闘不能に陥った。そしてデカルドドラゴンは社長の誘拐に成功した。

### バリエーション（デカルトドラゴン）
デカルトドラゴン（ソラシティ仕様機）
| デカルトドラゴン DECALT DRAGON | デカルトドラゴン DECALT DRAGON |
| ------------------------------ | --- |
| 番号                           | GZ-017 |
| 所属                           | ソラシティ |
| 分類                           | ドラゴン型 |
| 全長                           | 27.3m |
| 全高                           | 9.4m |
| 全幅                           | 20.5m |
| 重量                           | 120t |
| 最高速度                       | マッハ1.8 |
| 乗員人数                       | 1名 |
| 武装                           | エレクトリックディスチャージャー レーザーガン×2 プラズマレールキャノン×2 ブレイクニードルテイル プラズマウェーブウイング ドラゴンアーマー |
| 主な搭乗者                     | ユウロ(ジェネシス) パラ(ジェネシス) |

アニメ『ゾイドジェネシス』に登場。ソラシティが保有する。絶滅寸前だったデスレイザーとパラブレードの二機を天空人が回収し、復活させた機体。Metal-Ziコーティングがなされたドラゴンアーマーに身を包み、元は大型ゾイドとの戦闘やギルドラゴンに当たっていた。主戦法は爆撃や、ブレイクニードルテイルによる一撃離脱攻撃。なお、2機のゾイドへの分離機構は残されているが、実際に分離することはほとんどない。
作中の活躍
アニメ作中においては口から放った光線の一撃でバイオラプターグイを撃墜するなど高い戦闘力を持っていたが、大群で現れたバイオラプターグイに数で押され、敗北した。

## デッドリーコング
| デッドリーコング DEADLY KONG | デッドリーコング DEADLY KONG                                                                                      |
| ---------------------------- | --- |
| 番号                         | GZ-014 |
| 分類                         | ゴリラ型 |
| 全長                         | 14.5m |
| 全高                         | 15.0m |
| 重量                         | 187.0t |
| 最高速度                     | 150km/h |
| 乗員人数                     | 1名 |
| 搭乗者                       | ガラガ |
| 武装                         | ヘルズマスク パイルバンカー ヘッドバルカン×2 ショルダーショックキャノン×2 シザーアーム（封印武装） ヘルズボックス |

アニメ『ゾイドジェネシス』に登場した「雷鳴のガラガ」専用のゴリラ型ゾイド。
格闘戦に特化した機体で、小型ゾイドなら一撃で破壊する拳を持つ。作業も行える器用さを併せ持つ
武装・装備
ヘルズマスク
顔面を覆うマスク。必要に応じて開閉する。
パイルバンカー
右前腕部に装備。
ヘッドバルカン
デッドリーコングの頭部に備える。
ショルダーショックキャノン
デッドリーコングの肩部に備える。
シザーアーム
闘争本能に火が点くと解放される左手の封印武装。メタルZi製の爪。通常時は包帯状の封印が施されている。アニメ作中では第17話から使用された。
ヘルズボックス
背中に装備される、棺桶型ユニット。左右からアームを展開可能。
ここから装備を取り出し、戦局に合わせて使用することも可能。内部には節足動物型ゾイドが潜んでおり、デッドリーコングが搭乗して移動することも可能。また、アニメ第8話ではこのアーム先端にあるクローでバイオラプターを撃破している。

### キット（デッドリーコング）
キットは、アイアンコングのフレームをベースに新規パーツを追加した仕様で、動作もアイアンコングのそれとほぼ同じ。斧は腕に持たせることもできる。
後に発売されたパワーアップパーツセットでは、左腕解放時のシザーアームが付け替え再現できるようになった。
電撃ホビーマガジン2005年9月号にて設定画が公開されている。同号によればモチーフには武蔵坊弁慶の要素もあるという。

### 作中での活躍（デッドリーコング）
『ゾイドジェネシス』第5話から登場。はじめはコトナを巡ってルージのムラサメライガーと対決したが、ルージの実力を認めたガラガは自分の反乱組織にルージたちを入れたものの、組織はディガルドによって壊滅し、ルージ一行にロンと共に同行することとなった。
ガラガはこの機体で故郷の村を留守にした際にディガルドに襲撃され、戻って応戦したものの、村を焼き払われて撤退した過去も描かれた。左腕は包帯によって封印されており、その中にはメタルZiで出来た爪シザーアームが隠されている。ただし、その封印を解くと暴走状態に陥り、レッゲルが尽きるまで周囲のゾイドを敵味方問わず全滅させてしまう。第17話ではルージの呼応によって停止している。
ヘルズボックスはアニメでもその内部に巣くっている謎の生命体の存在を匂わせる演出はいくつかあり、ボックス表面の目が動く・疾走するヘルズボックスに乗りながらのスライディング移動攻撃・ボックス内に搭載されたゾイドコアで再起動を行う、などの描写が見られる。討伐軍立ち上げ後は、追加装備されたリーオー製の専用鎌で量産型バイオメガラプトルの首を切り落として撃退した。
最終話ではレインボージャークを救うために左腕を開放し、量産型バイオトリケラを一掃。そのままバイオティラノに挑むが、左腕とゾイドコアを破壊されてしまい、レインボージャークをかばってバイオケントロの攻撃を全身に受け、弁慶のごとき最期を遂げたと思われた。しかし、背中のヘルズボックスにゾイドコアがもう一つ存在していたために再起動。バイオヴォルケーノと共にバイオティラノを足止めし、ムゲンライガーでの止めに繋げた。
なお、頭部のリーオ製のマスクを閉じたのは、第8話と最終回の再起動時のみ（攻撃に使ったのは最終回のみ）と意外に少ない。

### ゲーム（デッドリーコング）
『ゾイドフルメタルクラッシュ』のストーリーモードの、あるルートにおいてガイロス帝国軍のエインガング大尉の乗機として登場。どこからか入手し、グローリエのジェノザウラーに苦戦するベルク少尉の危機に駆けつける。

## ビガザウロ
| ビガザウロ ZOIDS BIGASAURU | ビガザウロ ZOIDS BIGASAURU                                                                  |
| -------------------------- | ------------------------------------------------------------------------------------------- |
| 番号                       | RBOZ-001                                                                                    |
| 所属                       | ヘリック共和国                                                                              |
| 分類                       | 母船型 ディプロドクス型                                                                     |
| 全長                       | 33m                                                                                         |
| 全高                       | 16.2m                                                                                       |
| 全幅                       | 7.9m                                                                                        |
| 重量                       | 131t 132.5t                                                                                 |
| ペイロード                 | 25t                                                                                         |
| 最高速度                   | 80km/h 50km/h                                                                               |
| 乗員人数                   | 3名                                                                                         |
| 武装 装備                  | パノーバー20mm対空ビーム砲×4 マクサー30mmビーム砲×4 銃座式マクサー30mmビーム砲 重量物牽引機 |

『ゾイド』シリーズ初の巨大ゾイド。母船型とも称される。主に輸送用や補給用に用いられた。潜水も可能で、浅い海を渡ることができる。極初期の機体であり、中央大陸戦争勃発前にロールアウトしている。ゾイドバトルストーリー開始時点（ZAC2030年）で既に旧式化し一線を退いていたため、ゼネバス帝国の主力ゾイドとの戦力比はレッドホーン、アイアンコング、サーベルタイガーと比較しどれも10:1と大きな劣勢を強いられていた。
ZAC2056年の惑星Zi大異変以降は登場しない。
武装・装備
各種火器類はマンモス、ゴルドス、ゴジュラスと共通の兵装。
パノーバー20mm対空ビーム砲
背部銃座側面に装備する。
マクサー30mmビーム砲
尾部先端に装備する。中央大陸戦争時の他の同装備採用機ではマクサー50mm砲と呼称される兵装。
銃座式マクサー30mmビーム砲
背部銃座上面に装備する。
20mmビームランチャー
頭部左右側面に装備する。
重量物牽引機
テクニカルデータに存在するものの、装備個所は不明。

### 作中の活躍（ビガザウロ）
『戦闘機械獣のすべて』（小学館）
ZAC2032年10月のアルダンヌの森の戦いにおいては2機のビガザウロが小型ゾイドを輸送（うち1機がバリゲーター2機、もう1機がアクアドンとバリゲーターの組み合わせ）し前線に送り届けた。
『ゾイドバトルストーリー』（小学館）
『ゾイドバトルストーリー』1巻において登場。ZAC2036年のサーベルタイガー登場時に、夜間において奇襲攻撃を受けた。

### キット（ビガザウロ）
電動モーターで駆動する最初のゾイド。本来は、アメリカ向けの商品（当時のトミーのアメリカ現地法人が展開していたZOIDSシリーズ）として開発されていたものを、日本で展開するメカ生体ゾイドシリーズの目玉とした。電動モーターを採用したのは、店頭販売で消費者にアピールする（動かして展示ができる）ことを狙っていた。
単二電池2本で、首を可動関節に従って上下に動かしながら歩行する。スイッチは後尻部にあり、この首の動きは続くゾイドマンモスの鼻の上下運動に流用された。ゾイドマンモス、ゴジュラス、ゴルドスのキットはビガザウロの主要部分を多く流用しており、追加パーツ以外には、胴体駆動モーター、脚部、キャノピー、付属火器もそのまま同梱（ゴジュラスだけは脚部、電池カバーとキャノピー形状などが違う）されている。
なお、当初は6本足で動く形態だったが、当時のトミー社長より「（6本足の）生き物はいない」と指摘されて4本足になったという逸話がある。また、頭部のデザインはグラマン社製の航空機イントルーダーがモチーフとなっており、デザイン時点では複座式となっていたが、予算の都合で単座となった。2006年には『ヘリックメモリアルボックス』発売に合わせてビガザウロの復刻も企画されている旨の告知もなされていたが、実現しなかった。
1984年公開の映画『さよならジュピター』ではグランチュラと共に登場している。いずれも改造キット。
商品パッケージには頭部に龍の髭や角のような装飾が付けられ、胴体部に追加装甲を施した改造機も掲載された（胴体部装甲には、アオシマキットの1/2600スケールドロワ・ザンを使用）。

### バリエーション（ビガザウロ）
ウォークルーザー
| ウォークルーザー | ウォークルーザー        |
| ---------------- | ----------------------- |
| 所属             | ヘリック共和国          |
| 分類             | 母船型 ディプロドクス型 |

長距離移動や強行偵察を主眼とした改造機。強力な主砲を有する移動要塞として機能するが、脚部の装甲が貧弱な弱点を持っている。全体がグレーがかった配色で、キャノピーの色は赤。
「ゾイドバトルストーリー」1巻にも登場するが、改造レッドホーンのブルスタインに破壊された。
キングドラゴン
小学館「戦闘機械獣のすべて」掲載。飛行可能になったタイプ。プラモデルのキングギドラの翼を両翼付けている飛行モデル。

### ゲーム（ビガザウロ）
PlayStationゲーム『ZOIDS 帝国VS共和国 メカ生体の遺伝子』に登場。続編の『ヘリック共和国VSガイロス帝国』では、専用イベントや専用アイテムが存在し、ミッション中登場した際は「あんな旧型が！」と驚かれている。
ゲームボーイソフト『ゾイド -ZOIDS- 邪神復活!〜ジェノブレイカー編〜』の解説では、外見に反してかなり頑丈だとされている。